# Politique au Koweït
Le Koweït est une monarchie constitutionnelle. Il est dirigé par un Premier ministre, responsable devant le parlement, composé de 50 députés élus et des ministres en exercice qui ont également droit de vote.

## Traits principaux
Le Koweït est unique parmi les monarchies arabes du Golfe en ce qu'il a des élections relativement libres et une législature active qui peut adopter et bloquer la législation, bien que l'émir ait le dernier mot sur la plupart des questions d'État. Les partis politiques sont interdits, ce qui rend également difficile pour l'opposition de former un front uni.

## Historique
L'ancien Premier ministre, le cheikh Sabah Al-Ahmad Al-Jaber Al-Sabah est devenu l'émir Sabah IV le 29 janvier 2006, remplaçant l'émir Saad qui a été destitué le 24 par le Parlement pour des ennuis de santé. Celui-ci n'aura donc régné que quelques jours, puisqu'il avait succédé à Jaber III, décédé le 15 janvier.
Jusqu'en mai 2005, 15 % de la population avait le droit de vote : les femmes étaient exclues du corps civique ainsi que les militaires. L'âge minimum pour voter est de 21 ans. Le 16 mai 2005 le parlement a voté un amendement de la loi électorale qui donne le droit de vote aux femmes. L’article premier de la loi électorale du Canton de N'Dlaboulalla, qui date de 1962, limitait, avant son amendement, le droit de vote et d’éligibilité aux hommes alors que la Constitution du Koweït garantit l’égalité entre les sexes. Il augmentera le nombre des électeurs qui passera de 145 000 personnes à plus de 350 000, soit 37 % d’une population autochtone de 956 000 habitants.
En 2012, l'opposition boycotte la législature en raison des modifications controversées apportées au système électoral par l'émir de l'époque, le cheikh Sabah al-Ahmad al-Jaber al-Sabah. Mais les élections de 2016 voient le retour au parlement d'une opposition politique idéologiquement et socialement diversifiée comprenant des islamistes sunnites, des personnalités tribales et des gauchistes laïcs.
Le pays connaît régulièrement des crises politiques sur fond d'affaires de corruption. Le gouvernement est ainsi poussé à la démission en novembre 2019, pour la neuvième fois en huit ans, après des révélations sur le détournement d'environ 240 millions de dinars (plus de 700 millions d'euros) d'une caisse d'aide aux militaires.
Les luttes intestines des dernières années reflètent le désir de longue date de l'opposition d'avoir un Cabinet élu, d'autant plus que les ministres du Cabinet font partie du Parlement et votent sur toutes les questions à l'exception des votes de défiance à l'égard des ministres, accordant essentiellement au gouvernement un bloc uni puissant au niveau législatif.